# Liqueur de dosage

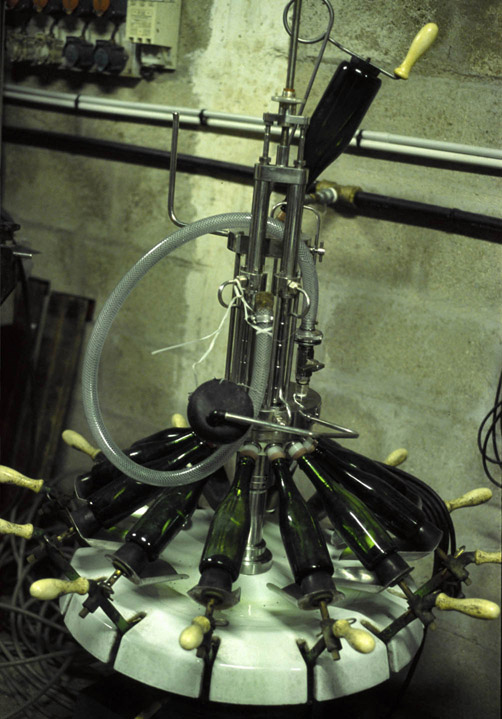
Dispositif de dosage du champagne après le dégorgeage.

La liqueur de dosage, aussi appelée liqueur d'expédition ou tout simplement le dosage, est un mélange de vin et de sucre (provenant généralement de la canne à sucre ou de la betterave) utilisé dans l'élaboration du champagne et de certains vins mousseux. Elle ne doit pas être confondue avec la liqueur de tirage.
En Champagne, il arrive également que certaines maisons fassent le choix d'utiliser l'Esprit de Cognac dans la composition de leur liqueur d'expédition.
Les méthodes qui dosent le futur vin effervescent avec une liqueur de dosage sont la méthode traditionnelle (dite « méthode champenoise » en Champagne) et la méthode par transfert. Il y a d'autres méthodes de fabrication de vin effervescent, mais elles ne font pas appel à une liqueur de dosage.

## Mode opératoire
Dans l'élaboration de vin effervescent par la méthode traditionnelle, après la prise de mousse (seconde fermentation alcoolique en bouteille), le vin en bouteille est dégorgé, processus qui consiste à expulser les levures mortes (lies), qui rendent le vin turbide. Lors de cette opération, une partie du vin est perdue à la suite de l'éjection de la capsule métallique et des levures mortes (lies). Cette quantité est remplie soit avec le même vin issu d'une autre bouteille, donnant un vin extra brut, soit additionnée à de la liqueur de dosage. Cette dernière peut être plus ou moins dosée en sucre. Les moins dosées donnent du brut, les plus dosées du demi-sec voire du doux.
Dans la méthode par transfert le vin est transféré dans une cuve où il est filtré de son dépôt et où il reçoit la liqueur de dosage avant le tirage définitif (remise en bouteille, cette fois pour être destiné à la consommation).